# Last Week Tonight with John Oliver
Last Week Tonight with John Oliver är en amerikansk talkshow som sänds söndagar klockan 22 (GMT -4) på HBO i USA och Kanada och på tisdagar i Storbritannien på Sky Atlantic. Det halvtimme långa TV-programmet  premiärvisades söndagen 27 april 2014, och komikern John Oliver är värd. Programmet utvärderar och diskuterar nyheter, politiker och aktuella händelser på ett satiriskt sätt.

## Produktion
Tim Carvell, producent för Last Week Tonight With John Oliver, förklarade för en journalist hur rollbesättningen och arbetslaget tar itu med att John Oliver pratar i 30 minuter utan reklamavbrott. "Vi insåg tidigt att du nödvändigtvis inte vill lyssna på någon i 30 minuter i ett sträck, trots att Oliver är mycket charmig. Vi tog itu med detta genom att skapa dessa små komiska element som ska fungera som reklamavbrott genom programmet, vilket låter oss lämna studion och Johns röst". Carvell avslöjade även att HBO gav dem friheten att välja vilka gäster de vill för programmet.

## Historisk skuldsanering
Tv-historiens största gåva och nästan dubbelt så stor som när Oprah Winfrey 2004 gav studiopubliken Pontiac-bilar för 8 miljoner dollar skedde den 5 juni 2016 i programmet Last Week Tonight with John Oliver. Vårdskulder för 15 miljoner dollar avskrevs när de skänktes till den ideella organisationen RIP Medical Debt, som arbetar för att väcka opinion kring frågan och som även tar emot donationer för att hjälpa skuldsatta patienter. 9 000 personer i Texas befriades från sina vårdskulder.